# Helen McCrory
Helen Elizabeth McCrory (født 17. august 1968, død 16. april 2021) var en engelsk skuespillerinde, kendt blandt andet for sin medvirken i de sidste tre af Harry Potter-filmene og James Bond-filmen Skyfall.

## Liv og karriere
McCrory blev født i London, England. Hun gik på Queenswood, en kostskole i Hertfordshire og blev uddannet skuespiller på Drama Centre i London.
Den 4. juli 2007 giftede McCrory sig med skuespilleren Damian Lewis, og de havde en datter ved navn Manon og en søn ved navn Gulliver. De havde et hjem i Tufnell Park, Nord London.
McCrory fungerede som en æresbeskytter for Londons børns velgørenheds Scene & Heard.
Under COVID-19-pandemien støttede hun og hendes mand Feed NHS, et program til at give mad fra high street-restauranter til NHS-personale, og de havde samlet $ 1 million til velgørenhedsorganisationen i begyndelsen af april samme år.
Hun blev udnævnt til officer i Order of the British Empire (OBE) i 2017 nytårsudmærkelser for tjenester til drama.

### Død
McCrory døde af kræft i sit hjem i London den 16. april 2021 i en alder af 52. I meddelelsen om dødsfaldet på Twitter sagde Lewis, at hun døde "fredeligt hjemme, omgivet af en bølge af kærlighed fra venner og familie".

## Filmografi

### Film
| År   | Titel                                               | Rolle                     | Note(r)  |
| ---- | --------------------------------------------------- | ------------------------- | -------- |
| 1994 | En vampyrs bekendelser / Interview with the Vampire | Prostitueret              |          |
| 1994 | Uncovered                                           | Lola                      |          |
| 1996 | Witness Against Hitler                              | Freya von Moltke          | Tv-film  |
| 1997 | The James Gang                                      | Bernadette James          |          |
| 1998 | Spoonface Steinberg                                 | Moder                     | Tv-film  |
| 1998 | Stand and Deliver                                   | Christina                 |          |
| 1998 | Dad Savage                                          | Chris                     |          |
| 1999 | Split Second                                        | Angie Anderson            |          |
| 2000 | Hotel Splendide                                     | Lorna Bull                |          |
| 2001 | Charlotte Gray                                      | Francoise                 |          |
| 2002 | The Count of Monte Cristo                           | Valentina Villefort       |          |
| 2002 | Deep Down                                           | Dana                      | Kortfilm |
| 2002 | Dead Gorgeous                                       | Antonia Ashton            |          |
| 2002 | Uncle Vanya                                         | Yelena                    |          |
| 2003 | Does God Play Football                              | Sarah Ward                | Kortfilm |
| 2003 | Carla                                               | Carla                     |          |
| 2003 | Charles II: The Power & the Passion                 | Barbara Palmer            |          |
| 2004 | Enduring Love                                       | Mrs. Logan                |          |
| 2004 | Sherlock Holmes and the Case of the Silk Stocking   | Mrs. Vandeleur            |          |
| 2004 | Old Times                                           | Anna                      |          |
| 2005 | Messiah: The Harrowing                              | dr. Rachel Price          |          |
| 2005 | Casanova                                            | Casanovas moder           |          |
| 2006 | Normal for Norfolk                                  | Clare                     | Kortfilm |
| 2006 | The Queen                                           | Cherie Blair              |          |
| 2007 | Becoming Jane                                       | Mrs Radcliffe             |          |
| 2007 | Frankenstein                                        | dr. Victoria Frankenstein |          |
| 2008 | Flashbacks of a Fool                                | Peggy Tickell             |          |
| 2009 | Harry Potter og Halvblodsprinsen                    | Narcissa Malfoy           |          |
| 2009 | Den fantastiske Hr. Ræv                             | Mrs. Bean                 |          |
| 2010 | Harry Potter og Dødsregalierne - del 1              | Narcissa Malfoy           |          |
| 2011 | Harry Potter og Dødsregalierne - del 2              | Narcissa Malfoy           |          |
| 2012 | Skyfall                                             | Clair Dowar               |          |
| 2014 | The Woman in Black: Angel of Death                  | Jean Hogg                 |          |

### Tv-serier
| År      | Titel               | Rolle                  | Note(r)                   |
| ------- | ------------------- | ---------------------- | ------------------------- |
| 1993    | Full Stretch        | Vicki Goodall          | afsnittet Risky Business  |
| 1993    | Performance         | Jean Rice              | afsnittet The Entertainer |
| 1995    | Screen Two          | Jo                     | afsnittet Streetlife      |
| 1996    | The Fragile Heart   | Nicola Pascoe          | 3 afsnit                  |
| 1997    | Trial & Retribution | Anita Harris           | 2 afsnit                  |
| 2000    | Anna Karenina       | Anna Karenina          | 4 afsnit                  |
| 2000    | North Square        | Rose Fitzgerald        | 10 afsnit                 |
| 2001    | In a Land of Plenty | Mary Freeman           | 3 afsnit                  |
| 2002    | The Jury            | Rose Davies            | 6 afsnit                  |
| 2013–19 | Peaky Blinders      | Elizabeth "Polly" Gray | 30 afsnit                 |

## Teater
| År   | Titel                           | Rolle             | Teater              |
| ---- | ------------------------------- | ----------------- | ------------------- |
| 1990 | The Importance of Being Earnest | Gwendolen Fairfax | Harrogate Theatre   |
| 1995 | Macbeth                         | Lady Macbeth      | Shakespeare's Globe |
| 2006 | Som man behager                 | Rosalind          | Wyndham's Theatre   |

## Priser og nomineringer
| År   | Titel           | Pris                                              | Resultat  |
| ---- | --------------- | ------------------------------------------------- | --------- |
| 2006 | Som man behager | Laurence Olivier Award for bedste skuespillerinde | nomineret |